# Halve marathon van Egmond 2009
De halve marathon van Egmond 2009 vond plaats op zondag 11 januari 2009. Het was de 37e editie van de halve marathon van Egmond. De wedstrijd had dit jaar in totaal 16.778 inschrijvingen. De wedstrijd bij de mannen werd gewonnen door de Keniaan Wilson Kipsang in 1:05.36. Dit was zijn tweede overwinning in Egmond. Bij de dames was de Ethiopische Workitu Ayanu de sterkste van het veld.

## Uitslagen

### Mannen
| pos. | atleet             | land      | tijd    |
| ---- | ------------------ | --------- | ------- |
| 1    | Wilson Kipsang     | Kenia     | 1:05.36 |
| 2    | Michel Butter      | Nederland | 1:05.50 |
| 3    | Chala Dechase      | Ethiopië  | 1:05.53 |
| 4    | Vincent Kipruto    | Kenia     | 1:06.01 |
| 5    | Mulugeta Wami      | Ethiopië  | 1:06.52 |
| 6    | Patrick Stitzinger | Nederland | 1:07.29 |
| 7    | Sander Schutgens   | Nederland | 1:07.36 |
| 8    | Kamiel Maase       | Nederland | 1:07.46 |
| 9    | Koen Raymaekers    | Nederland | 1:07.57 |
| 10   | Marco Gielen       | Nederland | 1:08.02 |
| 11   | Mohamed El Hachimi | Marokko   | 1:08.08 |
| 12   | Hugo van den Broek | Nederland | 1:08.09 |
| 13   | Tom Wiggers        | Nederland | 1:08.17 |
| 14   | Gert-Jan Wassink   | Nederland | 1:08.24 |
| 15   | Robert Cheboror    | Kenia     | 1:08.46 |

### Vrouwen
| pos. | atlete            | land      | tijd    |
| ---- | ----------------- | --------- | ------- |
| 1    | Workitu Ayanu     | Ethiopië  | 1:16.33 |
| 2    | Hilda Kibet       | Nederland | 1:17.32 |
| 3    | Ilse Pol          | Nederland | 1:19.21 |
| 4    | Magdaline Chemjor | Kenia     | 1:19.43 |
| 5    | Petra Kamínková   | Tsjechië  | 1:19.44 |
| 6    | Ilona Pfeiffer    | Duitsland | 1:19.53 |
| 7    | Nadja Wijenberg   | Nederland | 1:21.45 |
| 8    | Inge de Jong      | Nederland | 1:22.07 |
| 9    | Femke van Hest    | Nederland | 1:23.35 |
| 10   | Eva Janssen       | Nederland | 1:24.13 |

1973 ·
1974 ·
1975 ·
1976 ·
1977 ·
1978 ·
1979 ·
1980 ·
1981 ·
1982 ·
1983 ·
1984 ·
1985 ·
1986 ·
1987 ·
1988 ·
1989 ·
1990 ·
1991 ·
1992 ·
1993 ·
1994 ·
1995 ·
1996 ·
1997 ·
1998 ·
1999 ·
2000 ·
2001 ·
2002 ·
2003 ·
2004 ·
2005 ·
2006 ·
2007 ·
2008 ·
2009 ·
2010 ·
2011 ·
2012 ·
2013 ·
2014 ·
2015 ·
2016 ·
2017 ·
2018 ·
2019 ·
2020 ·
2021 ·
2022 ·
2023 ·
2024 ·
2025